# Piccolo labirinto armonico
Con Kleines Harmonisches Labyrinth (tedesco: piccolo labirinto armonico) BWV 591 ci si riferisce a una fantasia per organo attribuita a Johann Sebastian Bach.

## Storia
Benché il piccolo labirinto armonico sia catalogato come composizione numero 591 nel catalogo delle opere di Bach, recentemente alcuni musicologi hanno attribuito la paternità del lavoro a Johann David Heinichen, musicista molto famoso in vita, che cadde dimenticato fino alla sua riscoperta, pochi anni fa, da parte del musicologo Reinhard Goebel.
L'attribuzione a Bach della fantasia deriva dalla presenza, all'interno della composizione, del celebre tema BACH, ossia la sequenza di note Si bemolle, La, Do, Si naturale, che, nella denominazione tedesca, si chiamano B, A, C, H.

## Struttura
Il pezzo, della durata di circa quattro minuti, è suddiviso in tre sezioni: introitus, centrum ed exitus. Quasi in stylus phantasticus nella sua impostazione complessiva, la fantasia presenta interessanti passaggi contrappuntistici.